# Daphne Blake
Daphne Blake is een personage uit de animatieserie Scooby-Doo. Ze is een van de leden van Mystery Inc. Ze komt uit een rijke familie, en staat vooral bekend om haar rode haar en het feit dat ze voortdurend in gevaar verkeert.

## Biografie
Samen met haar collega’s Fred Jones, Shaggy Rogers, Velma Dinkley, en Shaggy's huisdier Scooby-Doo, lost Daphne mysteries op.
Oorspronkelijk werd Daphne neergezet als het stereotype “dame in nood”. Ze verkeerde vaak in gevaarlijke situaties, en werd het meest gevangen door de schurken. Dit leverde haar de bijnaam "Danger-prone Daphne" op.
Hoewel Daphne niet zo slim was als Velma, probeerde ze haar problemen op kunstzinnige wijze op te lossen. Ook werd ze steeds minder kwetsbaar. In de serie What's New, Scooby Doo? had Daphne zelfverdediging geleerd, en kreeg ze veel dingen voor elkaar met vreemde voorwerpen uit haar handtasje.
Daphnes personage werd verder uitgediept in de serie The 13 Ghosts of Scooby-Doo, waarin Fred en Velma niet voorkwamen en Daphne Fred verving als de teamleider.
Een jonge versie van Daphne verscheen in de serie A Pup Named Scooby Doo. Deze jonge Daphne liet veel van het werk over aan haar butler, Jenkins.

## Familie
Familieleden van Daphne zijn:
- George R. Blake: Daphnes vader, en uitvinder van het product "Blake's Bubbles".
- Elizabeth Blake: Daphnes moeder.
- Uncle Matt: Daphnes oom, een rancheigenaar.
- John Maxwell: Daphnes oom, een filmregisseur.
- Olivia Derby: Daphnes tante.
- Jennifer: Daphnes nicht.
- Dannika: Daphnes nicht en een beroemd Frans model.
- Shannon Blake: Daphnes Schotse nicht.

Daphnes talent om in de problemen te komen zit blijkbaar in haar familie. Haar nicht Shannon verklaarde in Scooby-Doo and the Loch Ness Monster dat de Blakes al eeuwenlang worden ontvoerd en vast komen te zitten in complexe vallen die ze zelf hebben gemaakt.

## Acteurs
- Stefanianna Christopherson (1969-1970)
- Heather North (1970-1985, 2003)
- Kellie Martin (1988-1991)
- Mary Kay Bergman (1998-2000)
- Grey DeLisle (2001-heden)
- Adrienne Wilkinson (2004)
- Amanda Seyfried (2020)
- Mckenna Grace (2020)
- Constance Wu (2023)
- Sarah Michelle Gellar (live-action films)
- Emily Tennant (live-action films versies)
- Kate Melton (Scooby-Doo! The Mystery Begins)
- Sarah Jeffery (Daphne & Velma)

## Trivia
- Volgens de triviaquiz op de dvd van het eerste en tweede seizoen betaalde Daphnes vader voor de Mystery Machine.
- Volgens fans heeft Daphne een oogje op Fred. Dit is echter nog nooit officieel bevestigd in een van de series.
- In een aflevering van What's New, Scooby Doo maakte Daphne een referentie naar het feit dat Sarah Michelle Gellar haar speelde in de films.
- Daphne verschijnt in een aflevering van Harvey Birdman Attorney at Law als Shaggy en Scooby Doo beschuldigd worden van drugsgebruik en ontsnappen aan de politie. Ze is zelf ook aan de drugs. Peanut (Birdboy) probeert haar de gehele aflevering te versieren.